# Sauvigney-lès-Pesmes
Sauvigney-lès-Pesmes – miejscowość i gmina we Francji, w regionie Burgundia-Franche-Comté, w departamencie Górna Saona.
Według danych na rok 1990 gminę zamieszkiwały 134 osoby, a gęstość zaludnienia wynosiła 21 osób/km² (wśród 1786 gmin Franche-Comté Sauvigney-lès-Pesmes plasuje się na 609. miejscu pod względem liczby ludności, natomiast pod względem powierzchni na miejscu 693.).